# Mangora cercado
Mangora cercado là một loài nhện trong họ Araneidae.
Loài này thuộc chi Mangora. Mangora cercado được Herbert Walter Levi miêu tả năm 2007.